# 심봤다
"심봤다"는 1979년에 개봉한 대한민국의 영화이다.

## 캐스팅
- 이대근
- 유지인
- 황해
- 최봉
- 국정환
- 김운하
- 장혁
- 오영화
- 송미남
- 최남현
- 김왕국
- 김기범
- 최성
- 오세장
- 최무웅
- 심상천
- 임순자
- 유명순
- 김지영
- 정지희
- 이석구
- 백송
- 김혜인
- 이재학